# Gunnared
Gunnared é uma subdivisão da freguesia administrativa de Angered na cidade de Gotemburgo (Suécia).

Foi uma das 21 freguesias administrativas da cidade de Gotemburgo, entre 1989 e 2010.
Compreendia os bairros de Lövgärdet, Rannebergen, Gårdstensberget e Angereds Centrum.

Tem cerca de 26 000 habitantes (2018) e uma área de 629 hectares.

Metade da população é de origem estrangeira.

## Património
- Teatro de Angered
- Casa da cultura Blå Stället
- Centro comercial de Angered
- Escola secundária de Angered (Angeredsgymnasiet)